# Campionato mondiale femminile di pallamano 2019
Il campionato mondiale femminile di pallamano 2019 è stata la ventiquattresima edizione del massimo torneo di pallamano per squadre nazionali femminili, organizzato dalla International Handball Federation (IHF). Il torneo si è disputato dal 30 novembre al 15 dicembre 2019 in Giappone in cinque impianti nella prefettura di Kumamoto. Vi hanno preso parte ventiquattro rappresentative nazionali. Il torneo è stato vinto per la prima volta dai Paesi Bassi, che in finale ha superato la Spagna per 30-29.

## Formato
Il formato del torneo è stato variato rispetto all'edizione 2017. Le 24 nazionali partecipanti disputano un turno preliminare, nel quale sono divise in quattro gironi da sei squadre ciascuno. Le prime tre classificate di ciascun girone accedono al turno principale, nel quale sono divise in due gironi da sei squadre ciascuno. Le prime due classificate accedono alle semifinali per la conquista del titolo, mentre le terze classificate si affrontano per il quinto posto e le quarte classificate si affrontano per il settimo posto. Le squadre classificate al quinto e sesto posto nel turno principale sono classificate dal nono al dodicesimo posto finale, in ordine, in base ai punti conquistati, poi alla differenza reti poi in base alle reti realizzate nel turno preliminare e, infine, per sorteggio. Le squadre classificate dal quarto al sesto posto nel turno preliminare accedono alla Coppa del Presidente: le squadre classificate al quarto posto competono per le posizioni dal tredicesimo al sedicesimo posto finale, le squadre classificate al quinto posto competono per le posizioni dal diciassettesimo al ventesimo posto finale, le squadre classificate al sesto posto competono per le posizioni dal ventunesimo al ventiquattresimo posto finale.
La vincitrice del campionato mondiale viene ammessa direttamente al torneo femminile di pallamano ai Giochi della XXXII Olimpiade, mentre le successive sei migliori nazionali, che non si sono ancora qualificate attraverso i rispettivi tornei continentali, vengono ammesse al torneo preolimpico di qualificazione.

## Impianti
Il torneo viene disputato in cinque sedi nella prefettura di Kumamoto.
| Kumamoto (Higashi-ku)                         | Kumamoto (Minami-ku)               | Kumamoto (Nishi-ku)                            |
| --------------------------------------------- | ---------------------------------- | ---------------------------------------------- |
| Park Dome Kumamoto Capacità: 10 000           | Aqua Dome Kumamoto Capacità: 6 400 | Kumamoto Prefectural Gymnasium Capacità: 3 400 |
|                                               |                                    |                                                |
| Yatsushiro                                    | Kumamoto Yatsushiro Yamaga         | Kumamoto Yatsushiro Yamaga                     |
| Yatsushiro General Gymnasium Capacità: 2 500  | Kumamoto Yatsushiro Yamaga         | Kumamoto Yatsushiro Yamaga                     |
|                                               | Kumamoto Yatsushiro Yamaga         | Kumamoto Yatsushiro Yamaga                     |
| Yamaga                                        | Kumamoto Yatsushiro Yamaga         | Kumamoto Yatsushiro Yamaga                     |
| Yamaga City Overall Gymnasium Capacità: 2 100 | Kumamoto Yatsushiro Yamaga         | Kumamoto Yatsushiro Yamaga                     |
|                                               | Kumamoto Yatsushiro Yamaga         | Kumamoto Yatsushiro Yamaga                     |

## Nazionali partecipanti
| Competizione                          | Data                             | Posti | Qualificate                                                                   |
| ------------------------------------- | -------------------------------- | ----- | ----------------------------------------------------------------------------- |
| Nazionale del Paese ospitante         | 28 ottobre 2013                  | 1     | Giappone                                                                      |
| Campionato mondiale 2017              | 1º-17 dicembre 2017              | 1     | Francia                                                                       |
| Campionato sud e centroamericano 2018 | 29 novembre - 4 dicembre 2018    | 2     | Argentina Brasile                                                             |
| Campionato europeo 2018               | 29 novembre - 16 dicembre 2018   | 3     | Paesi Bassi Romania Russia                                                    |
| Campionato asiatico 2018              | 30 novembre - 9 dicembre 2018    | 4     | Australia Cina Corea del Sud Kazakistan                                       |
| Campionato africano 2018              | 2-12 dicembre 2018               | 3     | Angola RD del Congo Senegal                                                   |
| Campionato Nor.Ca. 2019               | 28 maggio - 2 giugno 2019        | 1     | Cuba                                                                          |
| Torneo di qualificazione europeo      | 23 novembre 2018 - 6 giugno 2019 | 9     | Danimarca Germania Montenegro Norvegia Serbia Slovenia Spagna Svezia Ungheria |

## Sorteggio
Il sorteggio si è tenuto a Tokyo, Giappone, il 21 giugno 2019.
Le fasce del sorteggio e la procedura sono stati resi noti il 19 giugno 2019. Il Giappone, in quanto rappresentativa del paese organizzatore del campionato, ha avuto il diritto di scegliere il gruppo di appartenenza, con la decisione da prendere in un massimo di cinque minuti.
| Prima fascia                       | Seconda fascia                     | Terza fascia                        | Quarta fascia                      | Quinta fascia                    | Sesta fascia                           |
| ---------------------------------- | ---------------------------------- | ----------------------------------- | ---------------------------------- | -------------------------------- | -------------------------------------- |
| Francia Russia Paesi Bassi Romania | Norvegia Svezia Ungheria Danimarca | Montenegro Giappone Germania Serbia | Spagna Slovenia Corea del Sud Cina | Brasile Angola Senegal Argentina | Kazakistan Cuba RD del Congo Australia |

## Turno preliminare
Si qualificano al turno principale le prime tre classificate di ciascuno dei quattro gruppi.
In caso di parità di punti tra due o più squadre di uno stesso gruppo, le posizioni in classifica verranno determinate prendendo in considerazione, nell'ordine, i seguenti criteri:
1. maggiore numero di punti negli scontri diretti tra le squadre interessate (classifica avulsa);
2. migliore differenza reti negli scontri diretti tra le squadre interessate (classifica avulsa);
3. maggiore numero di reti segnate negli scontri diretti tra le squadre interessate (classifica avulsa);
4. migliore differenza reti;
5. maggiore numero di reti segnate;
6. sorteggio.

### Girone A

#### Classifica
| Pos. | Squadra     | Pt | G | V | N | P | GF  | GS  | DR   |
| ---- | ----------- | -- | - | - | - | - | --- | --- | ---- |
| 1.   | Paesi Bassi | 8  | 5 | 4 | 0 | 1 | 178 | 134 | +44  |
| 2.   | Norvegia    | 8  | 5 | 4 | 0 | 1 | 169 | 115 | +54  |
| 3.   | Serbia      | 6  | 5 | 3 | 0 | 2 | 155 | 143 | +12  |
| 4.   | Angola      | 4  | 5 | 2 | 0 | 3 | 150 | 151 | -1   |
| 5.   | Slovenia    | 4  | 5 | 2 | 0 | 3 | 142 | 150 | -8   |
| 6.   | Cuba        | 0  | 5 | 0 | 0 | 5 | 122 | 223 | -101 |

#### Risultati
| Minami-ku 30 novembre 2019, ore 15:00 JST | Serbia | 32 – 25 (16-12) referto | Angola | Aqua Dome Kumamoto |

| Minami-ku 30 novembre 2019, ore 18:00 JST | Paesi Bassi | 26 – 32 (14-15) referto | Slovenia | Aqua Dome Kumamoto |

| Minami-ku 30 novembre 2019, ore 20:30 JST | Norvegia | 47 – 16 (25-9) referto | Cuba | Aqua Dome Kumamoto |

| Minami-ku 2 dicembre 2019, ore 12:30 JST | Cuba | 27 – 46 (11-25) referto | Serbia | Aqua Dome Kumamoto |

| Minami-ku 2 dicembre 2019, ore 15:00 JST | Angola | 28 – 35 (12-17) referto | Paesi Bassi | Aqua Dome Kumamoto |

| Minami-ku 2 dicembre 2019, ore 20:30 JST | Slovenia | 20 – 36 (12-13) referto | Norvegia | Aqua Dome Kumamoto |

| Minami-ku 3 dicembre 2019, ore 15:00 JST | Paesi Bassi | 51 – 23 (22-11) referto | Cuba | Aqua Dome Kumamoto |

| Minami-ku 3 dicembre 2019, ore 18:00 JST | Slovenia | 24 – 33 (12-16) referto | Angola | Aqua Dome Kumamoto |

| Minami-ku 3 dicembre 2019, ore 20:30 JST | Norvegia | 28 – 25 (13-12) referto | Serbia | Aqua Dome Kumamoto |

| Minami-ku 5 dicembre 2019, ore 15:00 JST | Cuba | 26 – 39 (15-17) referto | Slovenia | Aqua Dome Kumamoto |

| Minami-ku 5 dicembre 2019, ore 18:00 JST | Serbia | 23 – 36 (12-20) referto | Paesi Bassi | Aqua Dome Kumamoto |

| Minami-ku 5 dicembre 2019, ore 20:30 JST | Norvegia | 30 – 24 (13-12) referto | Angola | Aqua Dome Kumamoto |

| Minami-ku 6 dicembre 2019, ore 15:00 JST | Serbia | 29 – 27 (12-11) referto | Slovenia | Aqua Dome Kumamoto |

| Minami-ku 6 dicembre 2019, ore 18:00 JST | Angola | 40 – 30 (20-16) referto | Cuba | Aqua Dome Kumamoto |

| Minami-ku 6 dicembre 2019, ore 20:30 JST | Paesi Bassi | 30 – 28 (14-18) referto | Norvegia | Aqua Dome Kumamoto |

### Girone B

#### Classifica
| Pos. | Squadra       | Pt | G | V | N | P | GF  | GS  | DR   |
| ---- | ------------- | -- | - | - | - | - | --- | --- | ---- |
| 1.   | Corea del Sud | 8  | 5 | 3 | 2 | 0 | 149 | 124 | +25  |
| 2.   | Germania      | 7  | 5 | 3 | 1 | 1 | 142 | 111 | +31  |
| 3.   | Danimarca     | 7  | 5 | 3 | 1 | 1 | 132 | 100 | +32  |
| 4.   | Francia       | 5  | 5 | 2 | 1 | 2 | 137 | 100 | +37  |
| 5.   | Brasile       | 3  | 5 | 1 | 1 | 3 | 119 | 115 | +4   |
| 6.   | Australia     | 0  | 5 | 0 | 0 | 5 | 53  | 182 | -129 |

#### Risultati
| Yamaga 30 novembre 2019, ore 15:00 JST | Germania | 30 – 24 (14-11) referto | Brasile | Yamaga City Overall Gymnasium |

| Yamaga 30 novembre 2019, ore 18:00 JST | Francia | 27 – 29 (13-12) referto | Corea del Sud | Yamaga City Overall Gymnasium |

| Nishi-ku 30 novembre 2019, ore 20:30 JST | Danimarca | 37 – 12 (17-4) referto | Australia | Kumamoto Prefectural Gymnasium |

| Yamaga 1º dicembre 2019, ore 15:00 JST | Brasile | 19 – 19 (7-10) referto | Francia | Yamaga City Overall Gymnasium |

| Yamaga 1º dicembre 2019, ore 18:00 JST | Australia | 8 – 34 (4-16) referto | Germania | Yamaga City Overall Gymnasium |

| Nishi-ku 1º dicembre 2019, ore 20:30 JST | Corea del Sud | 26 – 26 (13-10) referto | Danimarca | Kumamoto Prefectural Gymnasium |

| Yamaga 3 dicembre 2019, ore 15:00 JST | Corea del Sud | 33 – 27 (16-14) referto | Brasile | Yamaga City Overall Gymnasium |

| Yamaga 3 dicembre 2019, ore 19:00 JST | Francia | 46 – 7 (21-3) referto | Australia | Yamaga City Overall Gymnasium |

| Nishi-ku 3 dicembre 2019, ore 20:30 JST | Danimarca | 25 – 26 (11-13) referto | Germania | Kumamoto Prefectural Gymnasium |

| Yamaga 4 dicembre 2019, ore 15:00 JST | Australia | 17 – 34 (10-18) referto | Corea del Sud | Yamaga City Overall Gymnasium |

| Yamaga 4 dicembre 2019, ore 19:00 JST | Germania | 25 – 27 (12-14) referto | Francia | Yamaga City Overall Gymnasium |

| Nishi-ku 4 dicembre 2019, ore 20:30 JST | Danimarca | 24 – 18 (11-9) referto | Brasile | Kumamoto Prefectural Gymnasium |

| Yamaga 6 dicembre 2019, ore 15:00 JST | Brasile | 31 – 9 (15-5) referto | Australia | Yamaga City Overall Gymnasium |

| Yamaga 6 dicembre 2019, ore 19:00 JST | Germania | 27 – 27 (15-14) referto | Corea del Sud | Yamaga City Overall Gymnasium |

| Nishi-ku 6 dicembre 2019, ore 20:30 JST | Francia | 18 – 20 (7-9) referto | Danimarca | Kumamoto Prefectural Gymnasium |

### Girone C

#### Classifica
| Pos. | Squadra    | Pt | G | V | N | P | GF  | GS  | DR  |
| ---- | ---------- | -- | - | - | - | - | --- | --- | --- |
| 1.   | Spagna     | 10 | 5 | 5 | 0 | 0 | 159 | 103 | +56 |
| 2.   | Montenegro | 8  | 5 | 4 | 0 | 1 | 137 | 123 | +14 |
| 3.   | Romania    | 6  | 5 | 3 | 0 | 2 | 121 | 129 | -8  |
| 4.   | Ungheria   | 4  | 5 | 2 | 0 | 3 | 145 | 117 | +28 |
| 5.   | Senegal    | 2  | 5 | 1 | 0 | 4 | 119 | 137 | -18 |
| 6.   | Kazakistan | 0  | 5 | 0 | 0 | 5 | 92  | 164 | -72 |

#### Risultati
| Yatsushiro 30 novembre 2019, ore 15:00 JST | Montenegro | 29 – 25 (14-15) referto | Senegal | Yatsushiro General Gymnasium |

| Nishi-ku 30 novembre 2019, ore 18:00 JST | Romania | 16 – 31 (9-16) referto | Spagna | Kumamoto Prefectural Gymnasium |

| Yatsushiro 30 novembre 2019, ore 18:00 JST | Ungheria | 39 – 15 (22-8) referto | Kazakistan | Yatsushiro General Gymnasium |

| Yatsushiro 1º dicembre 2019, ore 15:00 JST | Kazakistan | 21 – 30 (11-13) referto | Montenegro | Yatsushiro General Gymnasium |

| Nishi-ku 1º dicembre 2019, ore 18:00 JST | Spagna | 29 – 25 (18-13) referto | Ungheria | Kumamoto Prefectural Gymnasium |

| Yatsushiro 1º dicembre 2019, ore 18:00 JST | Senegal | 24 – 29 (12-15) referto | Romania | Yatsushiro General Gymnasium |

| Nishi-ku 3 dicembre 2019, ore 15:00 JST | Ungheria | 24 – 25 (12-13) referto | Montenegro | Kumamoto Prefectural Gymnasium |

| Yatsushiro 3 dicembre 2019, ore 15:00 JST | Spagna | 29 – 20 (14-13) referto | Senegal | Yatsushiro General Gymnasium |

| Yatsushiro 3 dicembre 2019, ore 19:00 JST | Romania | 22 – 20 (14-11) referto | Kazakistan | Yatsushiro General Gymnasium |

| Nishi-ku 4 dicembre 2019, ore 15:00 JST | Montenegro | 27 – 26 (11-12) referto | Romania | Kumamoto Prefectural Gymnasium |

| Yatsushiro 4 dicembre 2019, ore 15:00 JST | Kazakistan | 16 – 43 (11-19) referto | Spagna | Yatsushiro General Gymnasium |

| Yatsushiro 4 dicembre 2019, ore 19:00 JST | Ungheria | 30 – 20 (17-9) referto | Senegal | Yatsushiro General Gymnasium |

| Nishi-ku 6 dicembre 2019, ore 15:00 JST | Senegal | 30 – 20 (15-7) referto | Kazakistan | Kumamoto Prefectural Gymnasium |

| Yatsushiro 6 dicembre 2019, ore 15:00 JST | Montenegro | 26 – 27 (14-14) referto | Spagna | Yatsushiro General Gymnasium |

| Yatsushiro 6 dicembre 2019, ore 19:00 JST | Romania | 28 – 27 (10-16) referto | Ungheria | Yatsushiro General Gymnasium |

### Girone D

#### Classifica
| Pos. | Squadra      | Pt | G | V | N | P | GF  | GS  | DR  |
| ---- | ------------ | -- | - | - | - | - | --- | --- | --- |
| 1.   | Russia       | 10 | 5 | 5 | 0 | 0 | 158 | 91  | +67 |
| 2.   | Svezia       | 8  | 5 | 4 | 0 | 1 | 144 | 114 | +30 |
| 3.   | Giappone     | 6  | 5 | 3 | 0 | 2 | 136 | 121 | -15 |
| 4.   | Argentina    | 4  | 5 | 2 | 0 | 3 | 124 | 133 | -9  |
| 5.   | RD del Congo | 2  | 5 | 1 | 0 | 4 | 86  | 137 | -51 |
| 6.   | Cina         | 0  | 5 | 0 | 0 | 5 | 100 | 152 | -52 |

#### Risultati
| Higashi-ku 30 novembre 2019, ore 15:00 JST | Giappone | 24 – 20 (14-10) referto | Argentina | Park Dome Kumamoto |

| Higashi-ku 30 novembre 2019, ore 18:00 JST | Russia | 26 – 11 (13-6) referto | Cina | Park Dome Kumamoto |

| Higashi-ku 30 novembre 2019, ore 20:30 JST | Svezia | 26 – 16 (11-8) referto | RD del Congo | Park Dome Kumamoto |

| Higashi-ku 2 dicembre 2019, ore 15:00 JST | Argentina | 22 – 35 (12-17) referto | Russia | Park Dome Kumamoto |

| Higashi-ku 2 dicembre 2019, ore 18:00 JST | RD del Congo | 16 – 28 (9-17) referto | Giappone | Park Dome Kumamoto |

| Higashi-ku 2 dicembre 2019, ore 20:30 JST | Cina | 19 – 32 (7-16) referto | Svezia | Park Dome Kumamoto |

| Higashi-ku 3 dicembre 2019, ore 14:30 JST | Russia | 34 – 13 (19-7) referto | RD del Congo | Park Dome Kumamoto |

| Higashi-ku 3 dicembre 2019, ore 17:00 JST | Cina | 28 – 34 (13-18) referto | Argentina | Park Dome Kumamoto |

| Higashi-ku 3 dicembre 2019, ore 19:30 JST | Svezia | 34 – 26 (20-13) referto | Giappone | Park Dome Kumamoto |

| Higashi-ku 5 dicembre 2019, ore 15:00 JST | RD del Congo | 25 – 24 (10-11) referto | Cina | Park Dome Kumamoto |

| Higashi-ku 5 dicembre 2019, ore 18:00 JST | Giappone | 23 – 33 (16-16) referto | Russia | Park Dome Kumamoto |

| Higashi-ku 5 dicembre 2019, ore 20:30 JST | Svezia | 30 – 23 (14-11) referto | Argentina | Park Dome Kumamoto |

| Higashi-ku 6 dicembre 2019, ore 15:00 JST | Giappone | 35 – 18 (17-8) referto | Cina | Park Dome Kumamoto |

| Higashi-ku 6 dicembre 2019, ore 18:00 JST | Argentina | 25 – 16 (9-13) referto | RD del Congo | Park Dome Kumamoto |

| Higashi-ku 6 dicembre 2019, ore 20:30 JST | Russia | 30 – 22 (16-12) referto | Svezia | Park Dome Kumamoto |

## Coppa del Presidente

### Play-off 21º-24º posto

#### Tabellone
|  | Semifinali 21º-24º posto | Semifinali 21º-24º posto | Semifinali 21º-24º posto |            |            | 21º posto  | 21º posto | 21º posto |  |
|  |                          |                          |                          |            |            |            |           |           |  |
|  | Cuba                     | Cuba                     | 45                       |            |            |            |           |           |  |
|  | Cuba                     | Cuba                     | 45                       |            |            |            |           |           |  |
|  | Australia                | Australia                | 25                       |            |            |            |           |           |  |
|  | Australia                | Australia                | 25                       |            | Cuba (dtr) | Cuba (dtr) | 33        |           |  |
|  |                          |                          |                          |            | Cuba (dtr) | Cuba (dtr) | 33        |           |  |
|  |                          |                          | Kazakistan               | Kazakistan | 31         |            |           |           |  |
|  | Kazakistan               | Kazakistan               | Kazakistan               | Kazakistan | 31         | 29         |           |           |  |
|  | Kazakistan               | Kazakistan               |                          |            |            | 29         |           |           |  |
|  | Cina                     | Cina                     | 23                       |            |            | 23º posto  | 23º posto | 23º posto |  |
|  | Cina                     | Cina                     | 23                       |            |            |            |           |           |  |
|  |                          |                          |                          |            |            |            |           |           |  |
|  |                          |                          |                          |            |            | Australia  | Australia | 15        |  |
|  |                          |                          |                          |            |            | Australia  | Australia | 15        |  |
|  |                          |                          |                          |            |            | Cina       | Cina      | 33        |  |

#### Semifinali
| Nishi-ku 8 dicembre 2019, ore 10:00 JST | Cuba | 45 – 25 (25-16) referto | Australia | Kumamoto Prefectural Gymnasium |

| Nishi-ku 8 dicembre 2019, ore 12:30 JST | Kazakistan | 29 – 23 (16-15) referto | Cina | Kumamoto Prefectural Gymnasium |

#### Finale 23º posto
| Higashi-ku 9 dicembre 2019, ore 12:30 JST | Australia | 15 – 33 (7-17) referto | Cina | Park Dome Kumamoto |

#### Finale 21º posto
| Nishi-ku 9 dicembre 2019, ore 12:30 JST | Cuba | 33 – 31 (d.c.r.) (15-14; 14-15; 4-2) referto | Kazakistan | Kumamoto Prefectural Gymnasium |

### Play-off 17º-20º posto

#### Tabellone
|  | Semifinali 17º-20º posto | Semifinali 17º-20º posto | Semifinali 17º-20º posto |         |         | 17º posto    | 17º posto    | 17º posto |  |
|  |                          |                          |                          |         |         |              |              |           |  |
|  | Slovenia                 | Slovenia                 | 19                       |         |         |              |              |           |  |
|  | Slovenia                 | Slovenia                 | 19                       |         |         |              |              |           |  |
|  | Brasile                  | Brasile                  | 32                       |         |         |              |              |           |  |
|  | Brasile                  | Brasile                  | 32                       |         | Brasile | Brasile      | 22           |           |  |
|  |                          |                          |                          |         | Brasile | Brasile      | 22           |           |  |
|  |                          |                          | Senegal                  | Senegal | 18      |              |              |           |  |
|  | Senegal                  | Senegal                  | Senegal                  | Senegal | 18      | 28           |              |           |  |
|  | Senegal                  | Senegal                  |                          |         |         | 28           |              |           |  |
|  | RD del Congo             | RD del Congo             | 23                       |         |         | 19º posto    | 19º posto    | 19º posto |  |
|  | RD del Congo             | RD del Congo             | 23                       |         |         |              |              |           |  |
|  |                          |                          |                          |         |         |              |              |           |  |
|  |                          |                          |                          |         |         | Slovenia     | Slovenia     | 29        |  |
|  |                          |                          |                          |         |         | Slovenia     | Slovenia     | 29        |  |
|  |                          |                          |                          |         |         | RD del Congo | RD del Congo | 27        |  |

#### Semifinali
| Nishi-ku 8 dicembre 2019, ore 15:00 JST | Slovenia | 19 – 32 (9-18) referto | Brasile | Kumamoto Prefectural Gymnasium |

| Nishi-ku 8 dicembre 2019, ore 18:00 JST | Senegal | 28 – 23 (16-9) referto | RD del Congo | Kumamoto Prefectural Gymnasium |

#### Finale 19º posto
| Nishi-ku 9 dicembre 2019, ore 15:00 JST | Slovenia | 29 – 27 (14-13) referto | RD del Congo | Kumamoto Prefectural Gymnasium |

#### Finale 17º posto
| Nishi-ku 9 dicembre 2019, ore 18:00 JST | Brasile | 22 – 18 (13-9) referto | Senegal | Kumamoto Prefectural Gymnasium |

### Play-off 13º-16º posto

#### Tabellone
|  | Semifinali 13º-16º posto | Semifinali 13º-16º posto | Semifinali 13º-16º posto |          |         | 13º posto | 13º posto | 13º posto |  |
|  |                          |                          |                          |          |         |           |           |           |  |
|  | Angola                   | Angola                   | 17                       |          |         |           |           |           |  |
|  | Angola                   | Angola                   | 17                       |          |         |           |           |           |  |
|  | Francia                  | Francia                  | 28                       |          |         |           |           |           |  |
|  | Francia                  | Francia                  | 28                       |          | Francia | Francia   | 26        |           |  |
|  |                          |                          |                          |          | Francia | Francia   | 26        |           |  |
|  |                          |                          | Ungheria                 | Ungheria | 21      |           |           |           |  |
|  | Ungheria                 | Ungheria                 | Ungheria                 | Ungheria | 21      | 34        |           |           |  |
|  | Ungheria                 | Ungheria                 |                          |          |         | 34        |           |           |  |
|  | Argentina                | Argentina                | 26                       |          |         | 15º posto | 15º posto | 15º posto |  |
|  | Argentina                | Argentina                | 26                       |          |         |           |           |           |  |
|  |                          |                          |                          |          |         |           |           |           |  |
|  |                          |                          |                          |          |         | Angola    | Angola    | 30        |  |
|  |                          |                          |                          |          |         | Angola    | Angola    | 30        |  |
|  |                          |                          |                          |          |         | Argentina | Argentina | 27        |  |

#### Semifinali
| Minami-ku 8 dicembre 2019, ore 12:30 JST | Angola | 17 – 28 (9-9) referto | Francia | Aqua Dome Kumamoto |

| Higashi-ku 8 dicembre 2019, ore 12:30 JST | Ungheria | 34 – 26 (19-12) referto | Argentina | Park Dome Kumamoto |

#### Finale 15º posto
| Higashi-ku 9 dicembre 2019, ore 15:00 JST | Argentina | 27 – 30 (17-13) referto | Angola | Park Dome Kumamoto |

#### Finale 13º posto
| Higashi-ku 9 dicembre 2019, ore 18:00 JST | Ungheria | 21 – 26 (12-12) referto | Francia | Park Dome Kumamoto |

## Turno principale

### Gruppo I

#### Classifica
| Pos. | Squadra       | Pt | G | V | N | P | GF  | GS  | DR  |
| ---- | ------------- | -- | - | - | - | - | --- | --- | --- |
| 1.   | Norvegia      | 8  | 5 | 4 | 0 | 1 | 146 | 128 | +18 |
| 2.   | Paesi Bassi   | 6  | 5 | 3 | 0 | 2 | 153 | 136 | +17 |
| 3.   | Serbia        | 5  | 5 | 2 | 1 | 2 | 139 | 151 | -12 |
| 4.   | Germania      | 5  | 5 | 2 | 1 | 2 | 135 | 136 | -1  |
| 5.   | Danimarca     | 4  | 5 | 1 | 2 | 2 | 123 | 124 | -1  |
| 6.   | Corea del Sud | 2  | 5 | 0 | 2 | 3 | 144 | 165 | -21 |

#### Risultati
| Minami-ku 8 dicembre 2019, ore 15:00 JST | Serbia | 36 – 33 (21-16) referto | Corea del Sud | Aqua Dome Kumamoto |

| Minami-ku 8 dicembre 2019, ore 18:00 JST | Paesi Bassi | 23 – 25 (12-11) referto | Germania | Aqua Dome Kumamoto |

| Minami-ku 8 dicembre 2019, ore 20:30 JST | Norvegia | 22 – 19 (12-9) referto | Danimarca | Aqua Dome Kumamoto |

| Minami-ku 9 dicembre 2019, ore 15:00 JST | Germania | 28 – 29 (17-19) referto | Serbia | Aqua Dome Kumamoto |

| Minami-ku 9 dicembre 2019, ore 18:00 JST | Danimarca | 27 – 24 (14-9) referto | Paesi Bassi | Aqua Dome Kumamoto |

| Minami-ku 9 dicembre 2019, ore 20:30 JST | Corea del Sud | 25 – 36 (10-20) referto | Norvegia | Aqua Dome Kumamoto |

| Minami-ku 11 dicembre 2019, ore 15:00 JST | Paesi Bassi | 40 – 33 (23-16) referto | Corea del Sud | Aqua Dome Kumamoto |

| Minami-ku 11 dicembre 2019, ore 18:00 JST | Serbia | 26 – 26 (14-11) referto | Danimarca | Aqua Dome Kumamoto |

| Minami-ku 11 dicembre 2019, ore 20:30 JST | Norvegia | 32 – 29 (17-16) referto | Germania | Aqua Dome Kumamoto |

### Gruppo II

#### Classifica
| Pos. | Squadra    | Pt | G | V | N | P | GF  | GS  | DR  |
| ---- | ---------- | -- | - | - | - | - | --- | --- | --- |
| 1.   | Russia     | 10 | 5 | 5 | 0 | 0 | 161 | 117 | +44 |
| 2.   | Spagna     | 7  | 5 | 3 | 1 | 1 | 145 | 137 | +8  |
| 3.   | Montenegro | 6  | 5 | 3 | 0 | 2 | 137 | 137 | 0   |
| 4.   | Svezia     | 5  | 5 | 2 | 1 | 2 | 141 | 132 | +9  |
| 5.   | Giappone   | 2  | 5 | 1 | 0 | 4 | 143 | 150 | -7  |
| 6.   | Romania    | 0  | 5 | 0 | 0 | 5 | 102 | 156 | -54 |

#### Risultati
| Higashi-ku 8 dicembre 2019, ore 15:00 JST | Romania | 18 – 27 (10-10) referto | Russia | Park Dome Kumamoto |

| Higashi-ku 8 dicembre 2019, ore 18:00 JST | Montenegro | 30 – 26 (14-11) referto | Giappone | Park Dome Kumamoto |

| Higashi-ku 8 dicembre 2019, ore 20:30 JST | Spagna | 28 – 28 (14-8) referto | Svezia | Park Dome Kumamoto |

| Higashi-ku 10 dicembre 2019, ore 15:00 JST | Russia | 35 – 28 (17-16) referto | Montenegro | Park Dome Kumamoto |

| Higashi-ku 10 dicembre 2019, ore 18:00 JST | Giappone | 31 – 33 (13-17) referto | Spagna | Park Dome Kumamoto |

| Higashi-ku 10 dicembre 2019, ore 20:30 JST | Svezia | 34 – 22 (14-9) referto | Romania | Park Dome Kumamoto |

| Higashi-ku 11 dicembre 2019, ore 15:00 JST | Spagna | 26 – 36 (12-16) referto | Russia | Park Dome Kumamoto |

| Higashi-ku 11 dicembre 2019, ore 18:00 JST | Romania | 20 – 37 (8-18) referto | Giappone | Park Dome Kumamoto |

| Higashi-ku 11 dicembre 2019, ore 20:30 JST | Montenegro | 26 – 23 (12-12) referto | Svezia | Park Dome Kumamoto |

## Fase finale

### Tabellone
|  | Semifinali  | Semifinali  | Semifinali  |             |        | Finale          | Finale          | Finale          |  |
|  |             |             |             |             |        |                 |                 |                 |  |
|  | Norvegia    | Norvegia    | 22          |             |        |                 |                 |                 |  |
|  | Norvegia    | Norvegia    | 22          |             |        |                 |                 |                 |  |
|  | Spagna      | Spagna      | 28          |             |        |                 |                 |                 |  |
|  | Spagna      | Spagna      | 28          |             | Spagna | Spagna          | 29              |                 |  |
|  |             |             |             |             | Spagna | Spagna          | 29              |                 |  |
|  |             |             | Paesi Bassi | Paesi Bassi | 30     |                 |                 |                 |  |
|  | Russia      | Russia      | Paesi Bassi | Paesi Bassi | 30     | 32              |                 |                 |  |
|  | Russia      | Russia      |             |             |        | 32              |                 |                 |  |
|  | Paesi Bassi | Paesi Bassi | 33          |             |        | Finale 3º posto | Finale 3º posto | Finale 3º posto |  |
|  | Paesi Bassi | Paesi Bassi | 33          |             |        |                 |                 |                 |  |
|  |             |             |             |             |        |                 |                 |                 |  |
|  |             |             |             |             |        | Norvegia        | Norvegia        | 28              |  |
|  |             |             |             |             |        | Norvegia        | Norvegia        | 28              |  |
|  |             |             |             |             |        | Russia          | Russia          | 33              |  |

### Semifinali
| Higashi-ku 13 dicembre 2019, ore 17:30 JST | Russia | 32 – 33 (16-16) referto | Paesi Bassi | Park Dome Kumamoto |

| Higashi-ku 13 dicembre 2019, ore 20:30 JST | Norvegia | 22 – 28 (13-13) referto | Spagna | Park Dome Kumamoto |

### Finale 7º posto
| Higashi-ku 13 dicembre 2019, ore 11:30 JST | Germania | 24 – 35 (13-18) referto | Svezia | Park Dome Kumamoto |

### Finale 5º posto
| Higashi-ku 13 dicembre 2019, ore 14:30 JST | Serbia | 26 – 28 (12-13) referto | Montenegro | Park Dome Kumamoto |

### Finale 3º posto
| Higashi-ku 15 dicembre 2019, ore 17:30 JST | Norvegia | 28 – 33 (15-18) referto | Russia | Park Dome Kumamoto |

### Finale
| Higashi-ku 15 dicembre 2019, ore 20:30 JST | Spagna | 29 – 30 (13-16) referto | Paesi Bassi | Park Dome Kumamoto |

## Classifica finale
| Pos.    | Nazione       |
| ------- | ------------- |
| Oro     | Paesi Bassi   |
| Argento | Spagna        |
| Bronzo  | Russia        |
| 4       | Norvegia      |
| 5       | Montenegro    |
| 6       | Serbia        |
| 7       | Svezia        |
| 8       | Germania      |
| 9       | Danimarca     |
| 10      | Giappone      |
| 11      | Corea del Sud |
| 12      | Romania       |
| 13      | Francia       |
| 14      | Ungheria      |
| 15      | Angola        |
| 16      | Argentina     |
| 17      | Brasile       |
| 18      | Senegal       |
| 19      | Slovenia      |
| 20      | RD del Congo  |
| 21      | Cuba          |
| 22      | Kazakistan    |
| 23      | Cina          |
| 24      | Australia     |

|  | Qualificata ai Giochi della XXXII Olimpiade         |
|  | Qualificata al torneo preolimpico di qualificazione |

## Statistiche

### Classifica marcatrici
Fonte: sito ufficiale IHF.
| Pos. | Nome                 | Nazionale     | Reti | Tiri | %   |
| ---- | -------------------- | ------------- | ---- | ---- | --- |
| 1    | Lois Abbingh         | Paesi Bassi   | 71   | 114  | 62% |
| 2    | Ryu Eun-hee          | Corea del Sud | 69   | 114  | 61% |
| 3    | Tjaša Stanko         | Slovenia      | 62   | 98   | 63% |
| 4    | Alexandrina Cabral   | Spagna        | 60   | 95   | 63% |
| 5    | Jovanka Radičević    | Montenegro    | 58   | 82   | 71% |
| 5    | Estavana Polman      | Paesi Bassi   | 58   | 107  | 54% |
| 7    | Stine Bredal Oftedal | Norvegia      | 51   | 82   | 62% |
| 8    | Cristina Neagu       | Romania       | 49   | 82   | 60% |
| 9    | Jaroslava Frolova    | Russia        | 48   | 69   | 70% |
| 10   | Sally Potocki        | Australia     | 47   | 100  | 47% |

## Premi individuali
Migliori giocatrici del torneo.
| Ruolo               | Giocatrice          |
| ------------------- | ------------------- |
| Migliore giocatrice | Estavana Polman     |
| Portiere            | Tess Wester         |
| Ala sinistra        | Camilla Herrem      |
| Terzino sinistro    | Alexandrina Barbosa |
| Centrale            | Estavana Polman     |
| Terzino destro      | Anna Vjachireva     |
| Ala destra          | Jovanka Radičević   |
| Pivot               | Linn Blohm          |